# Luis Villasante
Luis Villasante Cortabitarte (Guernica, 22 de marzo de 1920 - Oñate, 2 de diciembre de 2000) fue un sacerdote, escritor y gramático español, especializado en la lengua vasca. Fue miembro de número de la Real Academia de la Lengua Vasca, entidad que presidió entre 1970 y 1988.

## Biografía
Nació el 22 de marzo de 1920 en el municipio vizcaíno de Guernica. Miembro de la Orden Franciscana, se ordenó sacerdote en agosto de 1945.  Cursó estudios en la Universidad Pontificia Comillas. Después de doctorarse en Teología, fue profesor en el seminario de Aránzazu durante muchos años. 

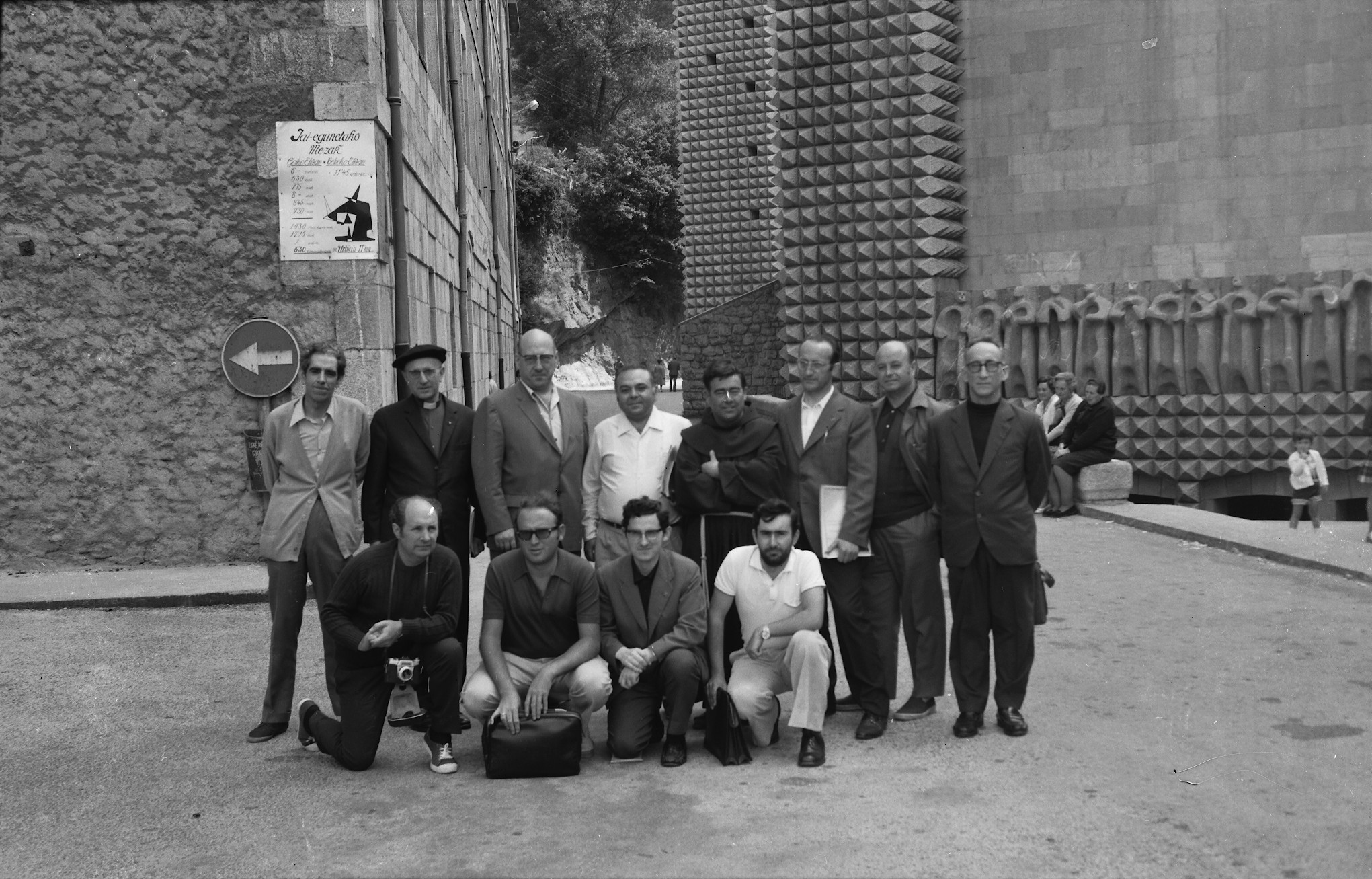
Luis Villasante en compañía de otros académicos vascos reunidos en el santuario de Aránzazu, en 1972.

Entre los muchos artículos y libros sobre temas religiosos que escribió es destacable la colección titulada Kristau fedearen sustraiak (Las raíces de la fe cristiana) formada por cuatro libros: Jainkoa (1962), Jesukristo (1969), Eliza (1984) y Kristau fedea (1986). Investigó la literatura vasca en prosa, cuyo resultado publicó en el libro Historia de la Literatura Vasca en 1961, pero sobre todo fue un estudioso de la obra Gero de Axular y la dio a conocer. Quiso convencer de la importancia del léxico utilizado por Axular para el desarrollo de la literatura en euskera con el diccionario trilingüe Axular-en Hiztegia (Diccionario de Axular) (1973) y preparó una edición crítica de la obra y una traducción completa, publicada en 1976. 
Como investigador de la gramática, cabe destacar su colección de obras "Luis de Eleizalde", escrita en castellano, en la que analiza diversos aspectos de morfología y sintaxis del euskera (1970-1986). Fue miembro de número de la Real Academia de la Lengua Vasca (Euskaltzaindia) desde 1951 y presidente de la Academia en el período 1970-1988, dirigiendo la entidad durante el camino hacia la unificación del euskera. Por este motivo a Villasante se le ha llegado a denominar como «padre del euskera unificado». Bajo la influencia de Federico Krutwig, durante una primera etapa Villasante defendió el labortano clásico como modelo de unificación para el euskera, aunque más adelante varió sus posiciones en favor del modelo defendido por Koldo Mitxelena.

## Obras
- Hacia la lengua literaria común (1970).
- La declinación del vasco literario común (1972).
- Palabras vascas compuestas y derivadas (1974).
- Sintaxis de la oración compuesta (1976).
- Estudios de sintaxis vasca (1978).
- La h en la ortografía vasca (1980).
- Sintaxis de la oración simple (1980).
- La oración causal en vasco (1986).
- Euskararen auziaz (1988).